# Somnium

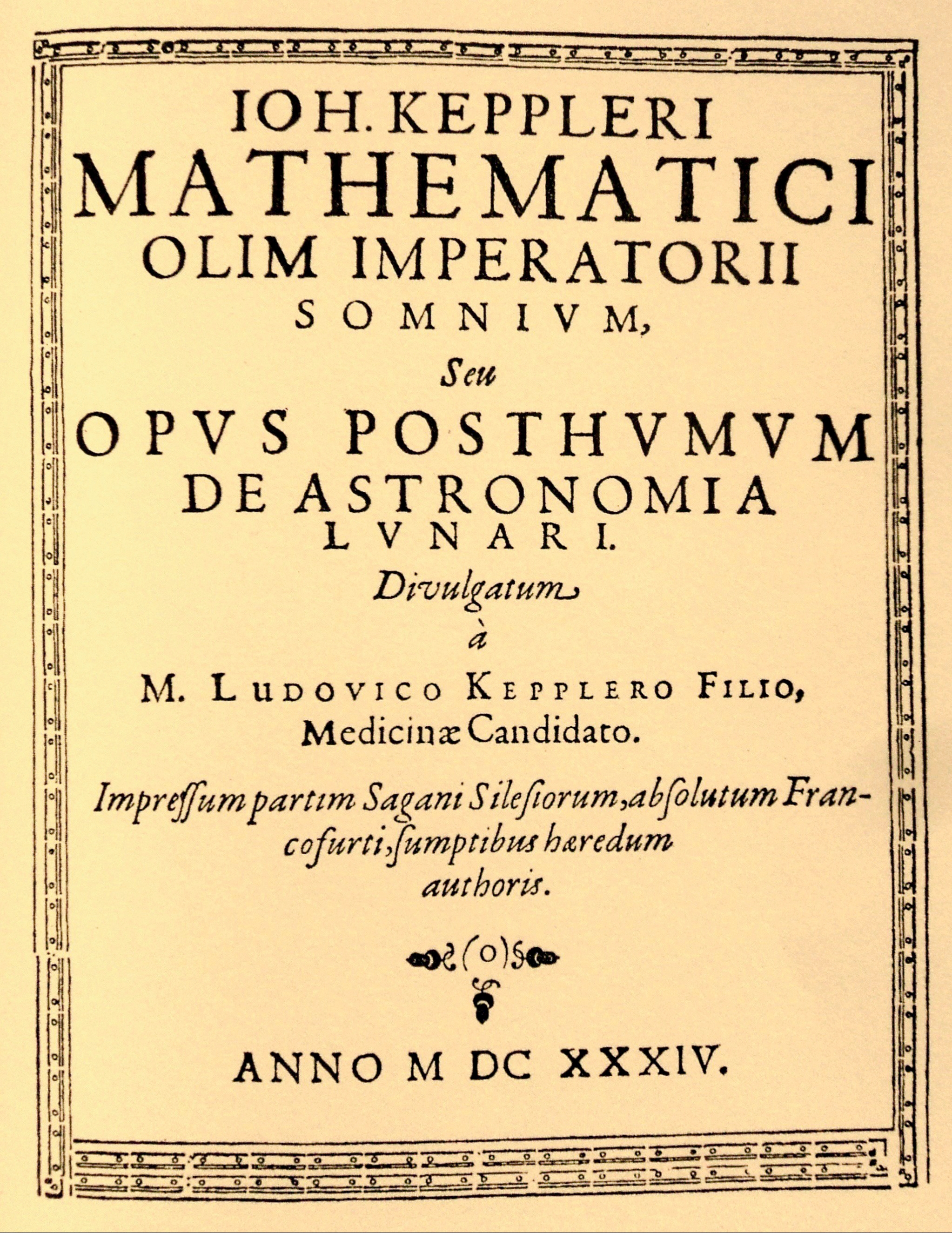
Reproductie van de kaft van de Latijnse editie uit 1634

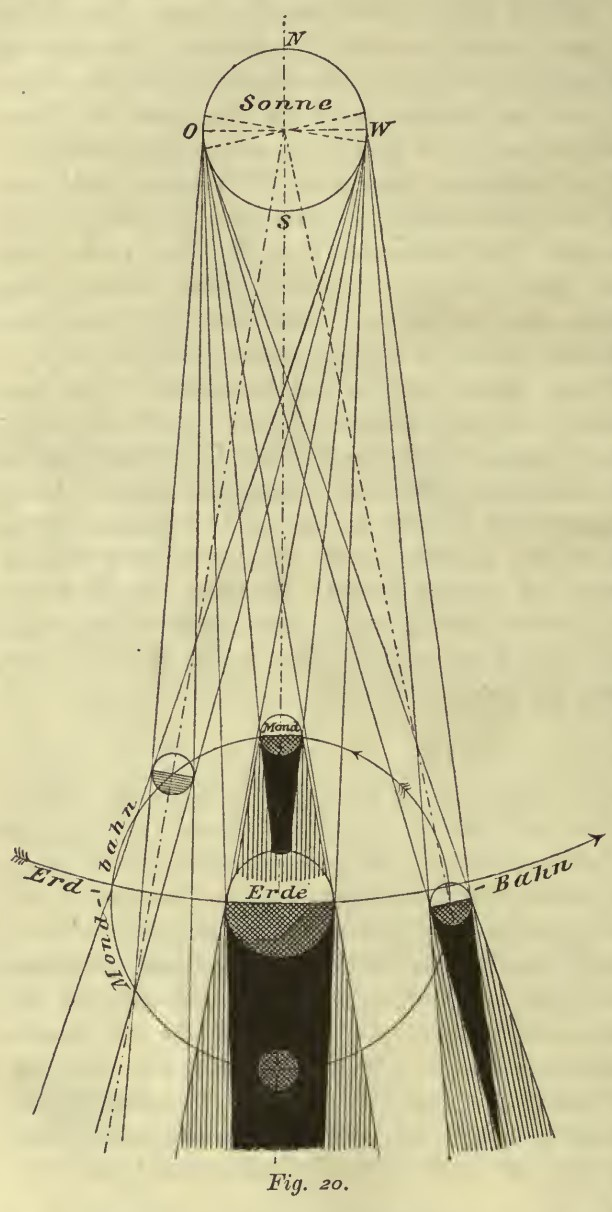
Afbeelding uit Keplers Traum vom Mond, een Duitse, becommentarieerde heruitgave uit 1898: een schematische voorstelling van zonsverduistering en maansverduistering.
Zie Categorie Keplers Traum vom Mond voor scans van het hele boekje.

Somnium (De droom) is een boek van Johannes Kepler dat in 1634 postuum verscheen.
Het is een belangrijk werk in de geschiedenis van de astronomie omdat het boekje de natuurkunde en de selenografie van de maan geeft, voor zover men daar in het eerste kwart van de 17e eeuw iets over wist en bovendien de aarde als roterend voorstelt, in een tijd dat de wetenschap daar nog niet van overtuigd was.
De beweging van de aarde stelde Kepler voor zoals die vanaf de maan gezien zou kunnen worden. Zijn gedachte is: Een "maanbewoner" zou de aarde zien roteren en denken dat hij zichzelf op een onbeweeglijke maan zou bevinden, zoals de mens eeuwenlang dacht op een onbeweeglijke aarde te zitten.
Hij omgaf het werk met het raamwerk van een droom die hij zelf gehad zou hebben. De belangrijke rol die een kruidenvrouwtje en maandemonen in het geheimzinnige raamwerk speelden, leidde tot een heksenproces tegen zijn moeder. De wetenschappelijke aantekeningen bij het werk waren driemaal langer dan het eigenlijke verhaal, de droom.
Kepler begon aan dit werk als jong student aan de universiteit en dacht zijn hele leven na over de “droom”: hoe zou de aarde er vanaf de maan uitzien. Er zijn drie fasen te onderscheiden in de ontstaansgeschiedenis van het werk. 
1. Het ontwerp voor het dispuut van 1593.
2. Dit werkje moet Kepler bewaard hebben en in 1608 voor een speelse uiteenzetting met zijn vriend Wackher van Wackenfels met het raamwerk van de droom omgeven hebben. (Dit verschafte veel beroering bij het bekend worden in 1611).
3. De uitgebreide aantekeningen die Kepler toevoegde tussen 1621 (na de vrijspraak van zijn moeder) en 1630.

## Achtergrond
Toen Johannes Kepler nog student was aan de Protestantse Theologische Hogeschool in Tübingen (de latere Eberhard-Karls-Universiteit), behoorde het tot de studieopdrachten thema's voor disputen in te brengen en deze dan te verdedigen. In 1593 wilde hij als onderwerp voor zijn voordracht opgeven: "hoe mag de aarde er wel uitzien vanaf de maan". Het gaat er Kepler vooral om te pleiten voor de beweging van de aarde. De dispuutleider, Professor Veit Müller, wilde dit onderwerp niet accepteren, wat begrijpelijk is als men bedenkt, dat het officiële standpunt, dat door de professoren aan hogescholen, protestant of katholiek, ingenomen werd, het systeem van Claudius Ptolemaeus was. Het wereldbeeld van Copernicus (1543, De Revolutionibus) was bij de gewone mensen nauwelijks of niet bekend en werd door geleerden algemeen afgewezen. Kepler kwam als jonge student met het wereldbeeld van Copernicus in aanraking door professor Michael Mästlin, die in vertrouwelijke gesprekken aan het heliocentrisch systeem van Copernicus de voorkeur gaf boven het oude geocentrisch idee van Ptolemaeus.

## De impact van het boek op Keplers tijdgenoten
Dit idee: "hoe zou de aarde er vanaf de maan uitzien" liet Kepler echter niet los. Deze eerste wetenschappelijke speculatie over de beweging en rotatie van de aarde, gezien vanaf de maan, hield hem zijn hele leven bezig. Door het verbod op de universiteit in Tübingen kwam het echter niet tot een eerste aanzet. Toen hij in 1611 een eerste concept klaar had, werd het, door de omlijsting, als heksenwerk gezien en liet hij het werk liggen. Een afschrift was namelijk door een jonge, zestienjarige baron, von Volkersdorf, in 1611 naar Tübingen gebracht, waar het, naar Keplers eigen woorden, tot in de kapperswinkels werd becommentarieerd. Naderhand, in een commentaar van 1622, zei Kepler over deze boosaardige sfeer van 1611, dat de figuur van het kruidenvrouwtje Fiolxhilde zijn moeder en hem veel nadeel heeft bezorgd. Uit deze opmerking spreekt zelfverwijt.
Het heksenproces tegen Katharina Kepler sleepte voort en blokkeerde verder werken tot zij in 1621, een half jaar voor haar dood, werd vrijgesproken. Het werk werd op een gegeven moment (1615) ook gebruikt om niet alleen Keplers moeder maar ook Kepler zelf te beschuldigen van hekserij. Maar van hogerhand (de hertog, misschien zelfs de keizer?) werd dit verhinderd. Toen zijn moeder in 1622 stierf, wilde hij het werkje uitgeven, maar door allerlei complicaties is dit tijdens Keplers leven nooit gebeurd.

## Inhoud

### De omlijsting
Somnium is een wetenschappelijke verhandeling over de maan, omlijst door een fantasieverhaal, eerder een sprookje dan wat we tegenwoordig onder sciencefiction verstaan. De aantekeningen bij dit verhaal zijn tweemaal zo groot als het eigenlijke verhaal en behelzen alles wat men in Keplers tijd over de maan wist. Het verhaal zelf is een pleidooi, juist in die fantasievorm, voor de bewegende maan en voor de algemene geldigheid van de natuurwetten. Twee opvattingen die door de officiële wetenschap nog niet algemeen aanvaard werden.
Het verhaal begint met een droom die Kepler zelf heeft. In die droom speelt een jongeman, Duracotus, de hoofdrol. Duracotus woont samen met zijn moeder, Fiolxhilde, in IJsland, in de buurt van de vulkaan de Hekla. De moeder is een kruidenvrouwtje, dat in hun levensonderhoud voorziet door aan zeelieden kruiden te verkopen, die in een linnen zakje ingenaaid zijn. Voor een zeekapitein heeft ze zo’n zakje klaargemaakt. Duracotus is nieuwsgierig en opent dat zakje en de moeder stuurt daarop haar zoon met de kapitein mee als schadevergoeding en om te leren hoe de wereld in elkaar steekt. Op zijn reis komt Duracotus onder andere op het eiland Hven, waar de astronoom Tycho Brahe hem onderwijst in de geheimen van het firmament.
Na veel omzwervingen komt Duracotus weer terug in IJsland. Zijn moeder betreurt haar harde houding en vertelt hem, dat ze met geesten spreken kan. Zij zal zo’n geest oproepen en die zal hun beiden vertellen hoe deze geesten bij een maansverduistering van de aarde naar de maan kunnen komen. Duracotus is geestdriftig: zo zal zijn kennis nog groter dan die van Tycho Brahe worden.
Moeder en zoon begeven zich naar de geheime plek onder een boom aan de voet van de Hekla. De Hekla was immers toegang tot het binnenste der aarde. Moeder en zoon bedekken hun hoofden en dan verschijnt de maandemon, die hun de geheimen omtrent de maan openbaart. De maandemon wordt als een goede, welwillende geest beschreven.

### Selenografie – Beschrijving van de maan
De maandemon vertelt dat het voor hem en zijn mede-maandemonen mogelijk is bij volle maan naar de maan te reizen langs de schaduw, die de aarde dan op de maan werpt. Bij een zonsverduistering kunnen ze dan weer terug als de schaduw van de maan op de aarde valt. Het is een afstand van 59 aardstralen (in werkelijkheid variërend tussen 57 en 63). De reis van de maandemonen moet binnen vier uur afgelegd zijn, anders volgt een ramp! (Een maansverduistering duurt maximaal 4 uur waarvan maximaal bijna 2 uur de maan totaal verduisterd is.) 
De demonen kunnen ook wel mensen meenemen. Maar die moeten heel licht zijn en dan moeten de demonen, vooruitijlen om die mensen bij aankomst op te vangen. Anders zou de botsing met het maanoppervlak te hard aankomen. Vanaf een bepaald punt trekt de maan namelijk harder dan de aarde. Boven aangekomen moeten allen meteen een goed heenkomen zoeken. Immers direct na aankomst, als de maansverduistering voorbij is, baadt Subvolva weer in het volle zonlicht en is het er niet uit te houden. De aarde heet Volva en het deel van de maan dat naar ons gekeerd is Subvolva. De maan zelf noemt Kepler in deze droom Levania (Hebreeuws voor maan). Vanaf de maan zien de maanwezens en de maandemonen met hun menselijke gasten, zo lang als ze er zijn, de aarde in 24 uur roteren. Volva doorloopt de verschillende fasen: nieuwe volva, eerste volva, volle volva, laatste volva. Volva van het Latijnse volvere wentelen: de aarde wentelt vanuit de maan gezien terwijl de maan altijd dezelfde zijde naar de aarde draait. Europa verschijnt aan de toeschouwers op de maan in de vorm van een meisje, dat bij Gibraltar Afrika kust. Engeland en Italië lijken de armen van de meisjesfiguur.
De Subvolvaanse wezens hebben het geluk, dat de aarde bij nieuwe maan, dus bij volle Volva, het zonlicht terugkaatst, waardoor het daar dan het draaglijkst is. Bij nieuwe Volva moet alles en iedereen een goed heenkomen zoeken, want dan is het op Subvolva een dag of wat ondraaglijk.
Privolva, de andere kant, van waaruit Volva nooit te zien is, mist deze milde invloed van het teruggekaatste volva-licht, het is daar gloeiend heet of vreselijk koud. De wezens daar zijn voortdurend op de vlucht voor de hitte en zoeken diep onder het water verkoeling. (Pas na Keplers dood raakt Galileo tot de overtuiging dat er op de maan geen water is.)
De selenografie (selene is Grieks voor maan) is uiterst precies uitgewerkt. Zoals op aarde de keerkringen voor de zonnehoogte op 23½° liggen, bevinden die zich op de maan op 5°. De maan verwijdert zich immers 5° van het eclipticavlak in haar baan om de aarde. Ongebreideld fantastisch zijn daarentegen de maanwezens en maanplanten van Subvolva. De maanwezens zijn een soort reptielachtige dieren en groeien net als de maanplanten zeer snel en worden zeer groot en sterven dan ook snel.
Kepler meent, zoals de meeste wetenschappers nog lang na hem, dat de maren inderdaad zeeën zijn. Dit zijn dus plaatsen voor verkoeling. Daar kunnen sommige van de maanwezens hun toevlucht nemen, als het te heet wordt. Andere kunnen vluchten in spelonken en holen. Want er zijn geweldige bergen en spelonken en grotten. (Dit was intussen bewezen door Galileo’s observaties in tegenstelling tot de oude opvatting dat de maan een volmaakt glad oppervlak had.)
Nadat de demon daar aan de voet van de Hekla de maanwezens en maanplanten beschreven heeft, zoals boven gezegd, breekt de droom af, doordat Kepler wakker wordt door het geluid van de regen.

## Publicatie
Na zijn dood verschijnt Somnium in het Latijn, zoals alle wetenschappelijke werken van Kepler. Zo gezien heeft de voltooiing van dit sciencefictionachtige werkje vanaf Keplers studententijd tot aan zijn dood geduurd. Het onderwerp fascineerde hem en met fantasie vulde hij aan wat aan feiten ontbrak. Het boek werd door zijn zoon Ludwig Kepler in 1634 uitgegeven.